# Macaria garupa
Macaria garupa es una polilla de reciente descubrimiento, perteneciente a la familia Geometridae y descrita por Figueredo, Chalup y Fernández Díaz en 2023. Se encuentra distribuida con endemismo en la Argentina, descrita a partir de especímenes recolectados en el municipio de Garupá (de ahí su nombre), provincia de Misiones, al noreste del país.
Tiene gran parecido con otra especie del país Macaria rigidata, aun en su morfología genital, pero con suficientes caracteres diagnósticos para la diferenciación de una nueva especie. Los estadios inmaduros de M. garupa para su descricpción estaban asociados con Duranta erecta.